# Scutascirus polyscutosus
Scutascirus polyscutosus är en spindeldjursart som beskrevs av Den Heyer 1976. Scutascirus polyscutosus ingår i släktet Scutascirus och familjen Cunaxidae. Inga underarter finns listade i Catalogue of Life.